# 비해당소상팔경시첩
비해당소상팔경시첩(匪懈堂瀟湘八景詩帖)은 서울특별시 용산구, 국립중앙박물관에 있는 조선시대의 기록유산이다. 2004년 5월 7일 대한민국의 보물 제1405호로 지정되었다.

## 개요
비해당소상팔경시첩은 세종(世宗) 24년(1442)에 안평대군(安平大君, 1418∼1453, 호는 비해당(匪懈堂))의 주선으로 송영종(宋寧宗)의 팔경시(八景詩)를 모탑(模탑)하고 팔경도(八景圖)를 그려 판각한 다음, 고려의 이인로와 진화의 팔경시를 이서(移書)하고 김종서(金宗瑞)·성삼문(成三問)·박팽년(朴彭年)·신숙주(申叔舟)·안지(安止)·강석덕(姜碩德)·최항(崔恒)·남수문(南秀文)·신석조(辛碩祖) 등 19명의 시문을 받아 본시(本始) 두루마리로 꾸민 시권(詩卷)에서 팔경도와 송영종의 팔경시가 일탈(逸脫)된 상태에서 첩장(帖裝)으로 개장한 것이다.
시첩의 구성은 본래 송영종의 팔경시와 팔경도, 그리고 고려의 이인로와 진화의 팔경시를 위시한 세종 당시의 시인들의 시와 이영서의 서문이 포함된 두루마리[권축장(卷軸裝)]이었을 것으로 보인다. 그러나 현재는 송영종의 팔경시와 팔경도는 남아있지 않으며 앞에서 말한 바와 같이 45면(面)의 첩장(帖裝)으로 개장되어 있다. 그리고 서문은 만우(卍雨)의 시 다음에 위치해 있던 것을 최근에 옹정춘의 제서(題書) 다음으로 옮겨 개장한 것이다.
작자는 모두 21인(고려 2, 조선 19)인데, 이 중 조선조 19인의 시문(詩文)은 찬자(撰者) 자신의 진필(眞筆)로 판단된다.
세종조(世宗朝)에 활약한 집현전학사(集賢殿學士)들의 업적은 사서(史書)에 상술되었고 당시에 편찬한 서적들도 대부분 남아있다. 그러나 단종(端宗)으로부터 세조(世祖)에 이르는 사이에 안평대군(安平大君)을 위시하여 황보인, 김종서 등이 피살되고 단종복위(端宗復位) 운동으로 사육신(死六臣) 등 많은 명사들이 희생되었으며, 이어서 집현전도 폐지되면서 당시 사림들이 남긴 진적(眞蹟)은 전하는 것이 별로 없다. 그런 가운데에서 몽유도원도(夢遊桃園圖)와 이 비해당소상팔경시첩(匪懈堂瀟湘八景詩帖)은 당대의 저명한 문인학사 19인의 유묵(遺墨)을 한자리에서 감상할 수 있다는 점에서 그 가치는 매우 높이 평가된다.

## 보물 지정사유
이 시첩(詩帖)은 비해당(匪懈堂) 안평대군의 주선으로 송나라 영종(寧宗)이 쓴 소상팔경시를 모사(模寫)하고 그림을 그린 다음 고려의 이인로(李仁老)와 진화(陣華)의 시와 당시의 여러 명인들의 친필시들을 함께 넣어 두루마리로 만든 것인데 이후 영종의 팔경시와 팔경도가 탈락된 채 첩(帖)으로 장정(裝幀)된 것이다. 이 시첩이 비록 제작 당시의 원형을 보여주고 있지는 않지만, 조선초(朝鮮初) 여러 명인(名人)의 친필과 시(詩)를 감상하게 할 수 있는 것으로서 안평대군의 시(詩)·서(書)·화(畵)의 풍류의 세계를 엿볼 수 있는 좋은 자료이다. 조선 초기 특히, 전하는 것이 매우 희소한 집현전 학사들의 시문은 서예사 및 한시문학 연구의 귀중한 자료이며 그들의 실상을 살피는데에도 큰 도움을 주는 자료로 평가된다.

## 국보 지정 예고
2018년 8월 23일 문화재청은 문화재보호법 시행령 제11조 제4항의 규정에 따라 국가지정문화재(국보) 지정가치가 있다고 평가되어 다음과 같이 예고하였다.
- 현 지정번호 : 보물 제1405호(2004. 5. 7 지정)
- 지정명칭 : 비해당 소상팔경시첩(匪懈堂瀟湘八景詩帖)
- 소유자(관리자) : 국유(국립중앙박물관)
- 소 재 지 : 서울특별시 용산구 서빙고로 137
- 수 량 : 1첩
- 규 격 : 42.0×33.2cm
- 재 질 : 냉금전지(冷金箋紙)
- 판 종 : 필사본
- 형 식 : 절첩장
- 조성연대 : 1442년(세종 24)
- 사 유

‘비해당 소상팔경시첩’은 1442년(세종 24)에 비해당(匪懈堂) 안평대군 이용(安平大君李瑢, 1418～1453)이 주도하여 ‘소상팔경(瀟湘八景)’을 주제로 당대 문인 21명의 글을 모아놓은 시첩이다. 첩의 앞부분에 수록된 이영서(李永瑞, ?∼1450)의 서문에 의하면, 이 시첩은 1442년에 안평대군이 남송대 영종(寧宗, 재위 1195∼1224)의 「소상팔경시(瀟湘八景詩)」를 얻은 것을 계기로, 영종의 시를 옮겨 적고 화공으로 하여금「팔경도(八景圖)」를 그리게 한 다음 고려시대 진화(陳澕)와 이인로(李仁老)의 시를 붙인 뒤에 당시 시를 잘 짓는 문인들에게 오언·육언·칠언시를 짓게 하여 완성한 것임을 알 수 있다. 현재 ‘팔경시’와 ‘팔경도’는 전하지 않고 있다.
각 시는 대부분 작자의 친필 글씨로서, 이들의 유묵(遺墨)을 동시에 감상할 수 있을 뿐 아니라 당시의 문학 수준까지 가늠할 수 있다는 점에서 예술적, 문학적인 의의가 매우 높다. 더욱이 이 시첩에 글을 남긴 성삼문(成三問), 박평년(朴彭年) 등 사육신(死六臣)을 비롯해 많은 명사들이 1426년(세조 2) 단종 복위 운동에 연루되어 사사(賜死)됨으로써 이들의 진적(眞蹟)이 전하는 것이 거의 없다는 점에서도 희소가치가 크다.
‘비해당 소상팔경시첩’은 중국 문물을 수용하되 독자성을 갖춘 우리문화로 승화시켰다는 점, 왕실과 사대부 계층의 문화향유 양상, 15세기 서예사에서 차지하고 있는 위상으로 인해 오래전부터 많은 주목을 받아 온 작품이다. 조선 전기 명가들의 친필 유작을 모은 유일한 자료이자 전래 경위도 분명한 만큼 국보로 승격하여 보존할 가치가 있다.

## 같이 보기
- 안평대군
- 이인로
- 진화

## 참고 자료
- 비해당소상팔경시첩 - 국가유산청 국가유산포털